# Hospital de Bellvitge (metropolitana di Barcellona)
Hospital de Bellvitge è una stazione della linea 1 della metropolitana di Barcellona situata nelle vicinanze dell'Ospedale Universitario di Bellvitge, uno dei più importanti dell'area metropolitana di Barcellona, l'ospedale si trova nel quartiere di Baellvitge a Hospitalet de Llobregat.
La stazione fu inaugurata nel 1989 con il nome di Feixa Llarga, che fu sostituito nel 2003 con l'attuale nome, sin dal 1989 la stazione è il capolinea della L1.
La stazione di Hospital de Bellvitge assieme a quella di Bellvitge furono le prime due stazioni della metropolitana di Barcellona ad essere dotate di ascensori.